# دوني دوناجان
دوني دوناجان (بالإنجليزية: Donnie Dunagan)‏ مواليد 16 أغسطس 1934 في سان أنطونيو، هو ممثل أمريكي بدأ مسيرته الفنية سنة 1938.

## الأعمال
- ابن فرانكشتاين
- بامبي

## روابط خارجية
- دوني دوناجان على موقع IMDb (الإنجليزية)
- دوني دوناجان على موقع ألو سيني (الفرنسية)
- دوني دوناجان على موقع أول موفي (الإنجليزية)
- دوني دوناجان على موقع قاعدة بيانات الأفلام السويدية (السويدية)
- دوني دوناجان على موقع ديسكوغز (الإنجليزية)
- دوني دوناجان على موقع قاعدة بيانات الفيلم (الإنجليزية)
- دوني دوناجان على موقع كينوبويسك (الروسية)